# (100329) 1995 QW8
(100329) 1995 QW8 es un asteroide perteneciente al cinturón de asteroides, descubierto el 28 de agosto de 1995 por el equipo del Spacewatch desde el Observatorio Nacional de Kitt Peak, Arizona, Estados Unidos.

## Designación y nombre
Designado provisionalmente como 1995 QW8.

## Características orbitales
1995 QW8 está situado a una distancia media del Sol de 3,179 ua, pudiendo alejarse hasta 3,389 ua y acercarse hasta 2,970 ua. Su excentricidad es 0,066 y la inclinación orbital 15,16 grados. Emplea 2071 días en completar una órbita alrededor del Sol.

## Características físicas
La magnitud absoluta de 1995 QW8 es 14,6.